# Bryan Goncalves
Bryan Goncalves (Maisons-Laffitte, 19 luglio 1996) è un calciatore francese, difensore del Dender.

## Catatteristiche tecniche
È un terzino sinistro.

## Carriera
Cresciuto nei settori giovanili di Conflans, Herblay e Paris Saint-Germain, ha debuttato con il Paris Saint-Germain 2 (squadra riserve del club parigino), militante nella quinta divisione francese, nel corso della stagione 2015-2016, nella quale ha realizzato una rete in 5 presenze. Ha poi fatto ritorno al Conflans, trasferendosi in seguito al Template:Calcio Toulouse Rodéo (dove ha realizzato 3 reti in 11 presenze in quinta divisione), al Saint Leu, all'Olympique Marsiglia 2 (squadra riserve dell'Olympique Marsiglia, con cui ha messo a segno 2 reti in 14 presenze in quinta divisione) e nuovamente all'Houilles.
Nell'estate del 2019 è stato acquistato dal Besançon in quinta divisione, ma dopo metà stagione (in cui ha giocato una sola partita) ha cambiato squadra passando al Versailles, con cui ha giocato 7 partite nella medesima categoria, che ha vinto, risultato grazie al quale nella stagione 2020-2021 ha poi potuto disputare 8 partite (e segnare una rete) in quarta divisione. Il 17 giugno 2021 ha firmato con il Laval con cui ha centrato la promozione in Ligue 2 al termine della stagione; ha esordito nel campionato cadetto francese il 2 settembre 2022 nell'incontro perso 4-1 contro il Sochaux.
Il 31 luglio 2023 ha lasciato la Francia e si è trasferito nella seconda divisione belga al SK Beveren; al termine della stagione, nella quale ha realizzato una rete in 28 partite di campionato giocate, è stato ceduto a titolo definitivo al Dender.

## Statistiche

### Presenze e reti nei club
Statistiche aggiornate al 6 agosto 2025.
| Stagione          | Squadra               | Campionato        | Campionato | Campionato | Coppe nazionali | Coppe nazionali | Coppe nazionali | Coppe continentali | Coppe continentali | Coppe continentali | Altre coppe | Altre coppe | Altre coppe | Totale | Totale | Totale |
| Stagione          | Squadra               | Comp              | Pres       | Reti       | Comp            | Pres            | Reti            | Comp               | Pres               | Reti               | Comp        | Pres        | Reti        | Pres   | Reti   |        |
| ----------------- | --------------------- | ----------------- | ---------- | ---------- | --------------- | --------------- | --------------- | ------------------ | ------------------ | ------------------ | ----------- | ----------- | ----------- | ------ | ------ | ------ |
| 2015-2016         | Paris Saint-Germain 2 | CFA               | 5          | 1          | -               | -               | -               | -                  | -                  | -                  | -           | -           | -           | 5      | 1      |        |
| 2016-2017         | Toulouse Rodéo        | CFA2              | 11         | 3          | CF              | 1               | 1               | -                  | -                  | -                  | -           | -           | -           | 12     | 4      |        |
| 2017-2018         | Olympique Marsiglia 2 | N3                | 14         | 2          | -               | -               | -               | -                  | -                  | -                  | -           | -           | -           | 14     | 2      |        |
| 2019-gen. 2020    | Besançon              | N3                | 1          | 0          | CF              | 0               | 0               | -                  | -                  | -                  | -           | -           | -           | 1      | 0      |        |
| gen.-giu. 2020    | Versailles            | N3                | 7          | 0          | CF              | 2               | 0               | -                  | -                  | -                  | -           | -           | -           | 9      | 0      |        |
| 2020-2021         | Versailles            | N2                | 8          | 1          | CF              | 0               | 0               | -                  | -                  | -                  | -           | -           | -           | 8      | 1      |        |
| Totale Versailles | Totale Versailles     | Totale Versailles | 15         | 1          |                 | 2               | 0               |                    | -                  | -                  |             | -           | -           | 17     | 1      |        |
| 2021-2022         | Laval                 | N                 | 27         | 2          | CF              | 3               | 1               | -                  | -                  | -                  | -           | -           | -           | 30     | 3      |        |
| 2022-2023         | Laval                 | L2                | 26         | 0          | CF              | 0               | 0               | -                  | -                  | -                  | -           | -           | -           | 26     | 0      |        |
| Totale Laval      | Totale Laval          | Totale Laval      | 53         | 2          |                 | 3               | 1               |                    | -                  | -                  |             | -           | -           | 56     | 3      |        |
| 2023-2024         | SK Beveren            | CPL               | 28         | 1          | CB              | 3               | 0               | -                  | -                  | -                  | -           | -           | -           | 31     | 1      |        |
| 2024-2025         | Dender                | PL                | 29         | 1          | CB              | 1               | 0               | -                  | -                  | -                  | -           | -           | -           | 30     | 1      |        |
| 2025-2026         | Dender                | PL                | 0          | 0          | CB              | 0               | 0               | -                  | -                  | -                  | -           | -           | -           | 0      | 0      |        |
| Totale Dender     | Totale Dender         | Totale Dender     | 29         | 1          |                 | 1               | 0               |                    | -                  | -                  |             | -           | -           | 30     | 1      |        |
| Totale carriera   | Totale carriera       | Totale carriera   | 156        | 11         |                 | 10              | 2               |                    | -                  | -                  |             | -           | -           | 166    | 13     |        |

## Palmarès

### Club

#### Competizioni nazionali
- Championnat National 3: 1

Versailles: 2019-2020
- Championnat National: 1

Laval: 2021-2022